# Charles Leclerc (autocoureur)

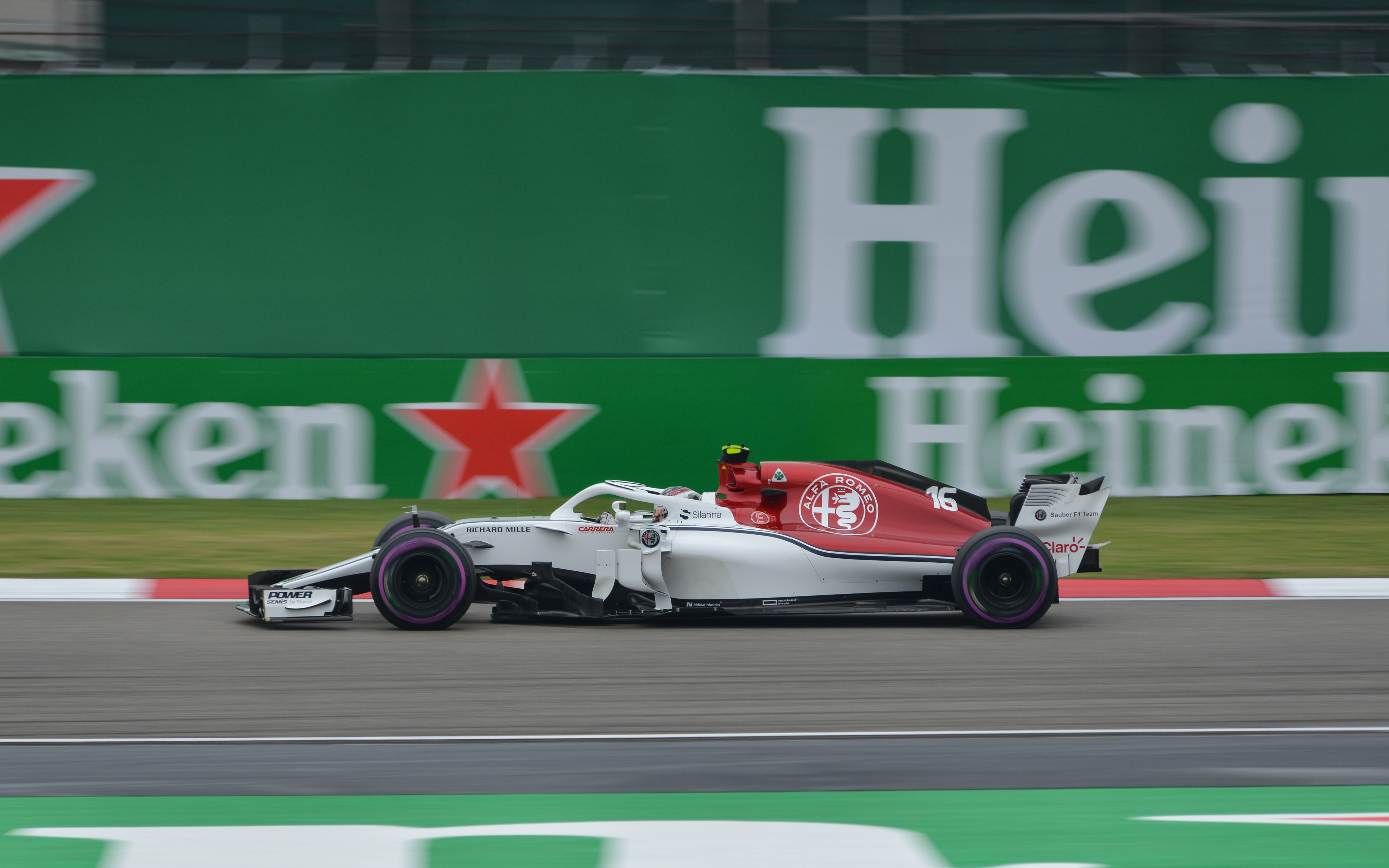
Charles Leclerc in de Sauber C37.

Charles Marc Hervé Perceval Leclerc (Monte Carlo, 16 oktober 1997) is een Monegaskisch autocoureur. In 2018 maakt hij zijn Formule 1-debuut bij het team van Sauber. Vanaf 2019 rijdt Leclerc voor Ferrari. In 2016 werd hij lid van de Ferrari Driver Academy, het opleidingsprogramma van het Formule 1-team Ferrari. In 2016 werd hij kampioen in de GP3 Series, het daaropvolgende jaar in de Formule 2.
Zijn broer Arthur Leclerc is eveneens autocoureur.

## Carrière

### Karting
Leclerc, die het petekind is van voormalig Formule 1-coureur Jules Bianchi, begon zijn autosportcarrière in het karting in 2005, waarbij hij het Franse PACA-kampioenschap won in 2005, 2006 en 2008. In 2009 werd hij kampioen in de Franse Cadet-klasse, voordat hij omhoog klom naar de KF3-klasse in 2010, het jaar waarin hij de Junior Monaco Kart Cup won. In 2011 bleef hij in de KF3 rijden, waarbij hij de CIK-FIA World Cup, de CIK-FIA Karting Academy Trophy en de ERDF Junior Kart Masters won. Tijdens het seizoen werd hij ook onderdeel van Nicolas Todts All Road Management.
In 2012 stapte Leclerc over naar de KF2 met fabriekssteun van ART Grand Prix. Dat jaar won hij de WSK Euro Series en eindigde hij als tweede in het CIK-FIA European KF2 Championship en het Under 18 World Karting Championship. In 2013 werd hij zesde in het CIK-FIA European KZ Championship en tweede in het CIK-FIA World KZ Championship.

### Formule Renault 2.0
In 2014 stapte Leclerc over naar het formuleracing, waarbij hij in de Formule Renault 2.0 Alps uitkwam voor het team Fortec Motorsports. Tijdens het seizoen stond hij zeven keer op het podium en behaalde hij een dubbele overwinning op het Autodromo Nazionale Monza, waardoor hij achter Nyck de Vries met 199 punten als tweede in het kampioenschap eindigde. Tevens won hij het Junior-kampioenschap tijdens het laatste raceweekend op het Circuito Permanente de Jerez, waarbij hij de Rus Matevos Isaakyan achter zich liet.
Tevens nam Leclerc als gastrijder deel aan drie raceweekenden in de Eurocup Formule Renault 2.0 voor Fortec. In deze zes races eindigde hij driemaal op het podium, tweede plaatsen op de Nürburgring en de Hungaroring achter respectievelijk Dennis Olsen, Andrea Pizzitola en Jack Aitken.

### Formule 3
In 2015 maakte Leclerc zijn Formule 3-debuut in het Europees Formule 3-kampioenschap, waar hij uitkwam voor het team Van Amersfoort Racing. Hij won vier races op Silverstone, de Hockenheimring, Spa-Francorchamps en de Norisring en stond lange tijd aan de leiding van het kampioenschap. In de tweede helft van het seizoen stond hij echter niet meer op het podium en werd hij ingehaald door Felix Rosenqvist, Antonio Giovinazzi en Jake Dennis en werd zo vierde in het kampioenschap met 363,5 punten. Aan het eind van het seizoen werd hij achter Rosenqvist tweede in de Grand Prix van Macau.

### GP3
In 2016 stapte Leclerc over naar de GP3 Series, waar hij voor ART Grand Prix ging rijden. Hij won direct zijn eerste race op het Circuit de Barcelona-Catalunya. Met twee andere overwinningen op de Red Bull Ring en op Spa-Francorchamps werd hij kampioen met 202 punten.

### Formule 2
In 2017 maakt Leclerc de overstap naar de Formule 2 en komt uit voor het team Prema Racing, samen met mede-Ferrari Driver-Academy-coureur Antonio Fuoco. In de sprintrace tijdens het eerste raceweekend in Bahrein won hij zijn eerste race in het kampioenschap. Vanuit de leiding maakte hij een pitstop en viel hij terug naar de veertiende plaats, maar binnen acht ronden had hij zichzelf teruggevochten naar de eerste plaats. Na het voorlaatste raceweekend in Jerez was zijn voorsprong in het kampioenschap dusdanig dat hij kampioen werd.

### Formule 1
In 2016 is Leclerc, naast zijn activiteiten in de GP3, ook ontwikkelingscoureur bij het Formule 1-team van Ferrari, waar hij tevens wordt opgenomen in de Ferrari Driver Academy, het opleidingsprogramma van het team. Daarnaast is hij ook de testcoureur van het Haas F1 Team, dat met Ferrari-motoren rijdt. Tijdens de eerste vrije training voor de Grand Prix Formule 1 van Groot-Brittannië 2016 maakte hij zijn debuut in een Formule 1-raceweekend.

#### Sauber
In 2017 kwam Leclerc tijdens vier van de laatste zes Grand Prix-weekenden uit voor het team van Sauber in de eerste vrije training. In 2018 maakt hij zijn Formule 1-racedebuut voor dit team. Tijdens de Grand Prix van Azerbeidzjan behaalt hij zijn eerste punten met een zesde plaats in de race. Naarmate het seizoen vorderde, behaalde hij nog een aantal top 10-klasseringen en kwalificeerde hij zich ook regelmatig bij de eerste 10.

#### Ferrari
In 2019 maakte Leclerc de overstap naar het team van Ferrari, als vervanger van Kimi Räikkönen, die op zijn beurt Leclerc bij Sauber verving. Hij werd zo de eerste Monegaskische coureur bij Ferrari en de jongste Ferrari-coureur sinds Ricardo Rodríguez in 1961. Zijn teamgenoot was viervoudig wereldkampioen Sebastian Vettel. Tijdens het tweede raceweekend in Bahrein behaalde hij de eerste poleposition uit zijn Formule 1-carrière. Daarmee werd hij, op Vettel na, de op een na jongste polesitter in de Formule 1. In de race lag hij lange tijd aan de leiding, maar werd uiteindelijk derde nadat hij in de slotfase een probleem kreeg met zijn motor. In de Grand Prix van België op Spa-Francorchamps behaalde hij zijn eerste Grand Prix-overwinning, dit was gelijk ook een emotionele zege aangezien in datzelfde weekend tijdens de F2-race zijn goede vriend Anthoine Hubert overleed. Het weekend daarna behaalde hij zijn tweede winst tijdens de Grand Prix van Italië, de eerste overwinning voor Ferrari op Monza sinds 2010. In totaal stond hij in dit seizoen tien keer op het podium en eindigde hij in het wereldkampioenschap als vierde, een plaats boven Vettel. Gedurende het seizoen startte hij zevenmaal vanaf poleposition, meer dan alle andere coureurs dat jaar.
In het nieuwe en (wegens de coronapandemie) uitgestelde seizoen 2020 rijdt Leclerc wederom voor het team van Ferrari, ook dan is Sebastian Vettel zijn teamgenoot. Het blijkt een lastig seizoen voor de Scuderia maar toch pakt Leclerc in de eerste race in Oostenrijk zijn eerste podiumplaats van deze jaargang. De twee races daarop verlopen een stuk minder goed, bij de GP van Stiermarken haalt hij de finish niet door een crash en in de GP van Hongarije wordt hij slechts 11e. Op Silverstone weet hij wederom een podiumplek te bemachtigen, zijn tweede van het seizoen. De 70th Anniversary Grand Prix op Silverstone verloopt beter voor Leclerc, hij finisht hier als 4e en gezien de stroeve races hiervoor wordt deze met veel blijdschap gevierd. De race erna op het circuit de Catalunya in Barcelona liep uit op een race om snel te vergeten. Een elektrisch probleem zorgde ervoor dat zijn motor halverwege de race afsloeg. Na zijn wagen toch aan de praat te hebben gekregen werd de auto de pitbox ingeduwd en was de tweede DNF dit seizoen een feit. Na een teleurstellende vrijdag en zaterdag met tijden achter in het veld werd Leclerc in de Grand Prix van België op Spa 14e, één plaats achter teamgenoot Vettel.
In 2023 kende Ferrari een moeizame start, met betrouwbaarheidsproblemen en sterke concurrentie van teams als Red Bull en McLaren. Leclerc behaalde meerdere polepositions, waaronder tijdens de Grands Prix van Azerbeidzjan, België en de Verenigde Staten. Echter, deze kwalificatiesuccessen konden niet altijd worden omgezet in overwinningen vanwege diverse factoren, zoals technische mankementen en strategische fouten. Desondanks behaalde Leclerc podiumplaatsen in onder andere Azerbeidzjan en Oostenrijk. Hij sloot het seizoen af op de vijfde plaats in het wereldkampioenschap, gelijk in punten met Fernando Alonso, maar met minder podiumplaatsen.
Begin 2024 verlengde Leclerc zijn contract bij Ferrari voor meerdere jaren. Dit jaar behaalde hij zijn eerste overwinning in zijn thuisrace, de Grand Prix van Monaco, en voegde daar later zeges in Italië en de Verenigde Staten aan toe. Met in totaal dertien podiumplaatsen eindigde Leclerc als derde in het wereldkampioenschap. Zijn prestaties droegen bij aan Ferrari's sterke seizoen, waarin ze tot de laatste race meestreden om het constructeurskampioenschap.
Voor het seizoen 2025 werd de zevenvoudig wereldkampioen Lewis Hamilton de nieuwe teamgenoot van Leclerc.

## Carrière-overzicht

### Karting
| Jaar | Evenement                      | Klasse | Resultaat |
| ---- | ------------------------------ | ------ | --------- |
| 2008 | Frans Kampioenschap            | Minime | 2         |
| 2010 | Monaco Kart Cup                | KF3    | 1         |
| 2010 | CIK-FIA Karting Academy Trophy |        | 5         |
| 2010 | CIK-FIA World Cup              | KF3    | 29        |
| 2010 | South Garda Winter Cup         | KF3    | 18        |
| 2011 | WSK Master Series              | KF3    | 15        |
| 2011 | WSK Final Cup                  | KF3    | 2         |
| 2011 | South Garda Winter Cup         | KF3    | 8         |
| 2011 | ERDF Masters Kart              | Junior | 1         |
| 2011 | CIK-FIA Karting Academy Trophy |        | 1         |
| 2011 | CIK-FIA World Cup              | KF3    | 1         |
| 2011 | Rotax Max Euro Challenge       | Junior | 43        |
| 2011 | WSK Euro Series                | KF3    | 23        |

| Jaar | Evenement                      | Klasse     | Resultaat |
| 2012 | WSK Final Cup                  | KF2        | 5         |
| 2012 | CIK-FIA World Cup              | KF2        | 5         |
| 2012 | SKUSA SuperNationals           | TaG Senior | 4         |
| 2012 | CIK-FIA European Championship  | KF2        | 2         |
| 2012 | CIK-FIA U18 World Championship |            | 2         |
| 2012 | WSK Euro Series                | KF2        | 1         |
| 2012 | WSK Master Series              | KF2        | 20        |
| 2012 | Frans Kampioenschap            | KF2        | DNF       |
| 2012 | Trofeo Andrea Margutti         | KF2        | 7         |
| 2012 | South Garda Winter Cup         | KF2        | 25        |
| 2013 | WSK Master Series              | KZ2        | 4         |
| 2013 | South Garda Winter Cup         | KZ2        | 1         |
| 2013 | CIK-FIA World Championship     | KZ         | 2         |
| 2013 | WSK Euro Series                | KZ1        | 12        |
| 2013 | CIK-FIA European Championship  | KZ         | 6         |

### Formule Renault
| Seizoen | Series                      | Team               | Races | Wins | Pole positie | Snelste Ronden | Podiums | Punten | Positie |
| ------- | --------------------------- | ------------------ | ----- | ---- | ------------ | -------------- | ------- | ------ | ------- |
| 2014    | Formule Renault 2.0 Alps    | Fortec Motorsports | 14    | 2    | 1            | 0              | 7       | 199    | 2       |
| 2014    | Eurocup Formule Renault 2.0 | Fortec Motorsports | 6     | 0    | 0            | 0              | 3       | 0      | NC      |

#### Formula Renault 2.0 Alps-resultaten
| Jaar | Inschrijving       | 1         | 2         | 3       | 4     | 5       | 6       | 7       | 8       | 9     | 10       | 11      | 12    | 13      | 14      | Pos. | Punten |
| ---- | ------------------ | --------- | --------- | ------- | ----- | ------- | ------- | ------- | ------- | ----- | -------- | ------- | ----- | ------- | ------- | ---- | ------ |
| 2014 | Fortec Motorsports | IMO 1 Ret | IMO 2 Ret | PAU 1 6 | PAU 2 | RBR 1 4 | RBR 2 4 | SPA 1 3 | SPA 2 3 | MNZ 1 | MNZ 2 1P | MUG 1 2 | MUG 2 | JER 1 6 | JER 2 7 | 2    | 199    |

#### Eurocup Formula Renault 2.0-resultaten
| Jaar | Inschrijving              | 1     | 2     | 3        | 4        | 5     | 6     | 7       | 8     | 9       | 10    | 11    | 12    | 13    | 14    | Pos. | Punten |
| ---- | ------------------------- | ----- | ----- | -------- | -------- | ----- | ----- | ------- | ----- | ------- | ----- | ----- | ----- | ----- | ----- | ---- | ------ |
| 2014 | Koiranen GP/Tech 1 Racing | ALC 1 | ALC 2 | SPA 1 26 | SPA 2 30 | MSC 1 | MSC 2 | NÜR 1 5 | NÜR 2 | HUN 1 2 | HUN 2 | LEC 1 | LEC 2 | JER 1 | JER 2 | 0    | NC     |

### Formule 3
| Seizoen | Series                           | Team                  | Races | Wins | Pole positie | Snelste Ronden | Podiums | Punten | Positie |
| ------- | -------------------------------- | --------------------- | ----- | ---- | ------------ | -------------- | ------- | ------ | ------- |
| 2015    | Europees Formule 3-kampioenschap | Van Amersfoort Racing | 33    | 4    | 3            | 5              | 13      | 363.5  | 4       |
| 2015    | Macau Grand Prix                 | Van Amersfoort Racing | 1     | 0    | 0            | 0              | 1       | N/A    | 2       |
| 2016    | GP3 Series                       | ART Grand Prix        | 30    | 3    | 4            | 4              | 8       | 202    | 1       |

#### Europees Formule 3-resultaten
| Jaar | Inschrijving          | Chassis  | Motor      | 1        | 2        | 3         | 4       | 5     | 6        | 7        | 8     | 9     | 10      | 11        | 12    | 13    | 14      | 15      | 16      | 17      | 18       | 19      | 20        | 21       | 22      | 23      | 24      | 25      | 26      | 27      | 28      | 29      | 30      | 31      | 32       | 33       | Pos. | Punten |
| ---- | --------------------- | -------- | ---------- | -------- | -------- | --------- | ------- | ----- | -------- | -------- | ----- | ----- | ------- | --------- | ----- | ----- | ------- | ------- | ------- | ------- | -------- | ------- | --------- | -------- | ------- | ------- | ------- | ------- | ------- | ------- | ------- | ------- | ------- | ------- | -------- | -------- | ---- | ------ |
| 2015 | Van Amersfoort Racing | F316/001 | Volkswagen | SIL 1 12 | SIL 2 PS | SIL 3 1PS | HOC 1 3 | HOC 2 | HOC 3 1S | PAU 1 3S | PAU 2 | PAU 3 | MNZ 1 5 | MNZ 2 Ret | MNZ 3 | SPA 1 | SPA 2 6 | SPA 3 2 | NOR 1 P | NOR 2 3 | NOR 3 4S | ZAN 1 5 | ZAN 2 Ret | ZAN 3 10 | RBR 1 6 | RBR 2 4 | RBR 3 6 | ALG 1 6 | ALG 2 7 | ALG 3 7 | NÜR 1 4 | NÜR 2 5 | NÜR 3 6 | HOC 1 8 | HOC 3 10 | HOC 3 21 | 4    | 363.5  |

#### Macau Grand Prix-resultaten
| Jaar | Inschrijving          | Auto     | Kwalificatie | Kwalificatierace | Hoofdrace |
| ---- | --------------------- | -------- | ------------ | ---------------- | --------- |
| 2015 | Van Amersfoort Racing | F316/001 | 3            | 2                | 2         |

#### GP3 Series-resultaten
| Jaar | Inschrijving   | 1          | 2         | 3           | 4           | 5         | 6         | 7         | 8         | 9          | 10        | 11          | 12        | 13         | 14          | 15         | 16        | 17          | 18        | Pos. | Punten |
| ---- | -------------- | ---------- | --------- | ----------- | ----------- | --------- | --------- | --------- | --------- | ---------- | --------- | ----------- | --------- | ---------- | ----------- | ---------- | --------- | ----------- | --------- | ---- | ------ |
| 2016 | ART Grand Prix | CAT FEA 1S | CAT SPR 9 | RBR FEA 1PS | RBR SPR Ret | SIL FEA 2 | SIL SPR 3 | HUN FEA 6 | HUN SPR 3 | HOC FEA 5S | HOC SPR 3 | SPA FEA 1PS | SPA SPR 6 | MNZ FEA 4P | MNZ SPR Ret | SEP SPR 3P | SEP SPR 5 | YMC FEA Ret | YMC SPR 9 | 1    | 202    |

### Formule 2-resultaten
| Jaar | Inschrijving | Chassis        | 1          | 2          | 3          | 4         | 5            | 6           | 7           | 8          | 9          | 10          | 11         | 12         | 13        | 14        | 15           | 16        | 17         | 18        | 19         | 20        | 21        | 22        | POS | Punten |
| ---- | ------------ | -------------- | ---------- | ---------- | ---------- | --------- | ------------ | ----------- | ----------- | ---------- | ---------- | ----------- | ---------- | ---------- | --------- | --------- | ------------ | --------- | ---------- | --------- | ---------- | --------- | --------- | --------- | --- | ------ |
| 2017 | Prema Racing | Dallara GP2/11 | BHR FEA 3P | BHR SPR 1S | CAT FEA 1P | CAT SPR 4 | MON FEA RetP | MON SPR 18† | BAK FEA 1PS | BAK SPR 2S | RBR FEA 1P | RBR SPR Ret | SIL FEA 1P | SIL SPR 5S | HUN FEA 4 | HUN SPR 4 | SPA FEA DSQP | SPA SPR 5 | MNZ FEA 17 | MNZ SPR 9 | JER FEA 1P | JER SPR 7 | YMC FEA 2 | YMC SPR 1 | 1   | 282    |

## Formule 1-carrière

### Teams
| Jaar/Jaren   | Team                       |
| ------------ | -------------------------- |
| 2016         | Haas F1 Team (testcoureur) |
| 2017         | Sauber (testcoureur)       |
| 2018         | Sauber                     |
| 2019 – heden | Ferrari                    |

### Statistiek
Onderstaande tabel is bijgewerkt tot en met de Grand Prix van Hongarije 2025.
|                           | 2018 | 2019 | 2020 | 2021 | 2022 | 2023 | 2024 | 2025 * | Totaal           |
| ------------------------- | ---- | ---- | ---- | ---- | ---- | ---- | ---- | ------ | ---------------- |
| Aantal ingeschreven races | 21   | 21   | 17   | 22   | 22   | 22   | 24   | 13 *   | 162 (160 starts) |
| Aantal zeges              | 0    | 2    | 0    | 0    | 3    | 0    | 3    | 0 *    | 8                |
| Aantal pole-positions     | 0    | 7    | 0    | 2    | 9    | 5    | 3    | 1 *    | 27               |
| Aantal snelste rondes     | 0    | 4    | 0    | 0    | 3    | 0    | 3    | 0 *    | 10               |
| Aantal podiumplaatsen     | 0    | 10   | 2    | 1    | 11   | 6    | 13   | 5 *    | 48               |
| Aantal WK-punten          | 39   | 264  | 98   | 159  | 308  | 206  | 356  | 139 *  | 1569             |
| Stand WK                  | 13   | 4    | 8    | 7    | 2    | 5    | 3    | 5 *    |                  |

* Seizoen loopt nog.

### Formule 1-resultaten
| Kleur  | Resultaat                       |
| ------ | ------------------------------- |
| Goud   | Winnaar                         |
| Zilver | Tweede plaats                   |
| Brons  | Derde plaats                    |
| Groen  | Gefinisht (punten behaald)      |
| Blauw  | Gefinisht (geen punten behaald) |
| Blauw  | Niet geklasseerd (NC)           |
| Paars  | Uitgevallen (DNF)               |
| Rood   | Niet gekwalificeerd (DNQ)       |

| Kleur   | Resultaat                              |
| ------- | -------------------------------------- |
| Zwart   | Gediskwalificeerd (DSQ)                |
| Wit     | Niet gestart (DNS)                     |
| Blanco  | Gewond (INJ)                           |
| Blanco  | Uitgesloten (EX)                       |
| Blanco  | Teruggetrokken (WD) / Niet deelgenomen |
| 1, 2, 3 | Sprint positie (punten behaald)        |
| P       | Poleposition                           |
| S       | Snelste ronde                          |

| Jaar  | Inschrijving              | Chassis        | Motor                    | 1       | 2        | 3       | 4       | 5        | 6        | 7      | 8        | 9       | 10      | 11      | 12       | 13      | 14     | 15     | 16      | 17      | 18        | 19     | 20       | 21     | 22     | 23     | 24    | Pos    | Punten |
| ----- | ------------------------- | -------------- | ------------------------ | ------- | -------- | ------- | ------- | -------- | -------- | ------ | -------- | ------- | ------- | ------- | -------- | ------- | ------ | ------ | ------- | ------- | --------- | ------ | -------- | ------ | ------ | ------ | ----- | ------ | ------ |
| 2016  | Haas F1 Team              | Haas VF-16     | Ferrari 061 V6           | AUS 0   | BHR 0    | CHN 0   | RUS 0   | SPA 0    | MON 0    | CAN 0  | EUR 0    | OOS 0   | GBR TC  | HON TC  | DUI TC   | BEL 0   | ITA 0  | SIN 0  | MAL 0   | JPN 0   | VST 0     | MEX 0  | BRA TC   | ABU 0  |        |        |       | -      | -      |
| 2017  | Sauber F1 Team            | Sauber C36     | Ferrari 061 V6           | AUS 0   | CHN 0    | BHR 0   | RUS 0   | SPA 0    | MON 0    | CAN 0  | AZE 0    | OOS 0   | GBR 0   | HON 0   | BEL 0    | ITA 0   | SIN 0  | MAL TC | JPN 0   | VST TC  | MEX TC    | BRA TC | ABU 0    |        |        |        |       | -      | -      |
| 2018  | Alfa Romeo Sauber F1 Team | Sauber C37     | Ferrari 062 EVO V6       | AUS 13  | BHR 12   | CHN 19  | AZE 6   | SPA 10   | MON 18†  | CAN 10 | FRA 10   | OOS 9   | GBR DNF | DUI 15  | HON DNF  | BEL DNF | ITA 11 | SIN 9  | RUS 7   | JPN DNF | VST DNF   | MEX 7  | BRA 7    | ABU 7  |        |        |       | 13     | 39     |
| 2019  | Scuderia Ferrari          | Ferrari SF90   | Ferrari 064 V6           | AUS 5   | BHR 3PS  | CHN 5   | AZE 5S  | SPA 5    | MON DNF  | CAN 3  | FRA 3    | OOS 2P  | GBR 3   | DUI DNF | HON 4    | BEL 1P  | ITA 1P | SIN 2P | RUS 3P  | JPN 6   | MEX 4PS   | VST 4S | BRA 18†  | ABU 3  |        |        |       | 4      | 264    |
| 2020  | Scuderia Ferrari          | Ferrari SF1000 | Ferrari 065 V6           | OOS 2   | STI DNF  | HON 11  | GBR 3   | 70J 4    | SPA DNF  | BEL 14 | ITA DNF  | TOS 8   | RUS 6   | EIF 7   | POR 4    | EMI 5   | TUR 4  | BHR 10 | SAK DNF | ABU 13  |           |        |          |        |        |        |       | 8      | 98     |
| 2021  | Scuderia Ferrari          | Ferrari SF21   | Ferrari 065/066 1.6 V6 t | BHR 6   | EMI 4    | POR 6   | SPA 4   | MON DNSP | AZE 4P   | FRA 16 | STI 7    | OOS 8   | GBR 2   | HON DNF | BEL 8 ‡  | NED 5   | ITA 4  | RUS 15 | TUR 4   | VST 4   | MXS 5     | SAP 5  | QAT 8    | SAR 7  | ABU 10 |        |       | 7      | 159    |
| 2022  | Scuderia Ferrari          | Ferrari F1-75  | Ferrari 066/7 V6         | BHR 1PS | SAR 2S   | AUS 1PS | EMI 26  | MIA 2P   | SPA DNFP | MON 4P | AZE DNFP | CAN 5   | GBR 4   | OOS 21  | FRA DNFP | HON 6   | BEL 6  | NED 3  | ITA 2P  | SIN 2P  | JPN 3     | VST 3  | MXS 6    | SAP 64 | ABU 2  |        |       | Zilver | 308    |
| 2023  | Scuderia Ferrari          | Ferrari SF-23  | Ferrari 066/10 V6        | BHR DNF | SAR 7    | AUS DNF | AZE 23P | MIA 7    | MON 6    | SPA 11 | CAN 4    | OOS 2   | GBR 9   | HON 7   | BEL 53P  | NED DNF | ITA 4  | SIN 4  | JPN 4   | QAT 5   | VST 3DSQP | MXS 3P | SAP 5DNS | LSV 2P | ABU 2  |        |       | 5      | 206    |
| 2024  | Scuderia Ferrari          | Ferrari SF-24  | Ferrari 066/12 V6        | BHR 4   | SAR 3S   | AUS 2S  | JPN 4   | CHN 4    | MIA 23   | EMI 3  | MON 1P   | CAN DNF | SPA 5   | OOS 711 | GBR 14   | HON 4   | BEL 3P | NED 3  | ITA 1   | AZE 2P  | SIN 5     | VST 41 | MXS 3S   | SAP 35 | LSV 4  | QAT 52 | ABU 3 | Brons  | 356    |
| 2025* | Scuderia Ferrari          | Ferrari SF-25  | Ferrari 066/15 V6        | AUS 8   | CHN 5DSQ | JPN 4   | BHR 4   | SAR 3    | MIA 7    | EMI 6  | MON 2    | SPA 3   | CAN 5   | OOS 3   | GBR 14   | BEL 43  | HON 4P | NED 0  | ITA 0   | AZE 0   | SIN 0     | VST 0  | MXS 0    | SAP 0  | LSV 0  | QAT 0  | ABU 0 | 5*     | 139*   |
| Jaar  | Inschrijving              | Chassis        | Motor                    | 1       | 2        | 3       | 4       | 5        | 6        | 7      | 8        | 9       | 10      | 11      | 12       | 13      | 14     | 15     | 16      | 17      | 18        | 19     | 20       | 21     | 22     | 23     | 24    | Pos    | Punten |

- † Uitgevallen maar wel geklasseerd omdat er meer dan 90% van de race-afstand werd afgelegd.
- ‡ Halve punten werden toegekend tijdens de GP van België 2021 omdat er minder dan 75% van de wedstrijd werd afgelegd door hevige regenval.
- * Seizoen loopt nog.

### Overwinningen
| Nr. | Grand Prix                              | Team    |
| --- | --------------------------------------- | ------- |
| 1   | Grand Prix van België 2019              | Ferrari |
| 2   | Grand Prix van Italië 2019              | Ferrari |
| 3   | Grand Prix van Bahrein 2022             | Ferrari |
| 4   | Grand Prix van Australië 2022           | Ferrari |
| 5   | Grand Prix van Oostenrijk 2022          | Ferrari |
| 6   | Grand Prix van Monaco 2024              | Ferrari |
| 7   | Grand Prix van Italië 2024              | Ferrari |
| 8   | Grand Prix van de Verenigde Staten 2024 | Ferrari |